# 6977 Jaucourt
6977 Jaucourt è un asteroide della fascia principale. Scoperto nel 1993, presenta un'orbita caratterizzata da un semiasse maggiore pari a 2,2604897 UA e da un'eccentricità di 0,1438485, inclinata di 3,41808° rispetto all'eclittica.